# 稲生西
稲生西（いのうにし）は、三重県鈴鹿市にある地名。現行行政地名は稲生西一丁目から稲生西三丁目。

## 地理
鈴鹿市の南部に位置し、東に稲生、他は稲生町と接している。

## 歴史
下記以前は稲生村 (三重県)#歴史を参照。
- 1988年（昭和63年）11月1日 - 住居表示の設定に伴い、稲生町の一部を分離し、設置[1]。

## 世帯数と人口
2019年（令和元年）6月30日現在の世帯数と人口は以下の通りである。
| 丁目         | 世帯数  | 人口    |
| ------------ | ------- | ------- |
| 稲生西一丁目 | 59世帯  | 146人   |
| 稲生西二丁目 | 302世帯 | 754人   |
| 稲生西三丁目 | 192世帯 | 524人   |
| 計           | 553世帯 | 1,424人 |

### 人口の変遷
国勢調査による人口の推移。
| 1995年（平成7年）  | 1,117人 | [ 6 ]  |  |
| 2000年（平成12年） | 1,214人 | [ 7 ]  |  |
| 2005年（平成17年） | 1,253人 | [ 8 ]  |  |
| 2010年（平成22年） | 1,221人 | [ 9 ]  |  |
| 2015年（平成27年） | 1,299人 | [ 10 ] |  |

### 世帯数の変遷
国勢調査による世帯数の推移。
| 1995年（平成7年）  | 298世帯 | [ 6 ]  |  |
| 2000年（平成12年） | 367世帯 | [ 7 ]  |  |
| 2005年（平成17年） | 394世帯 | [ 8 ]  |  |
| 2010年（平成22年） | 404世帯 | [ 9 ]  |  |
| 2015年（平成27年） | 455世帯 | [ 10 ] |  |

## 学区
市立小・中学校に通う場合、学区は以下の通りとなる。
| 丁目         | 番・番地等 | 小学校             | 中学校             |
| ------------ | ---------- | ------------------ | ------------------ |
| 稲生西一丁目 | 全域       | 鈴鹿市立稲生小学校 | 鈴鹿市立白子中学校 |
| 稲生西二丁目 | 全域       | 鈴鹿市立稲生小学校 | 鈴鹿市立白子中学校 |
| 稲生西三丁目 | 全域       | 鈴鹿市立稲生小学校 | 鈴鹿市立白子中学校 |

## 交通

### 鉄道
- 伊勢鉄道
伊勢線 鈴鹿サーキット稲生駅

### 道路
- 三重県道645号上野鈴鹿線

## 施設
- 鈴鹿稲生郵便局
- 伊奈冨神社

## その他

### 日本郵便
- 郵便番号 : 510-0204[4]（集配局：白子郵便局[12]）。